# Bibliothek denkwürdiger Reisen
Die Bibliothek denkwürdiger Reisen bzw. mit vollen Titel Bibliothek denkwürdiger Reisen, Erzählungen über berühmte Reisen aus der Feder von Teilnehmern ist eine deutschsprachige Buchreihe mit ausgewählten Berichten über denkwürdige Reisen. Sie wurde in Verbindung mit verschiedenen Fachgelehrten von Ernst Schultze (1874–1943) herausgegeben. Die Reihe erschien in Hamburg im Gutenberg-Verlag in den Jahren 1908–1911. Es sind nur wenige Bände der Reihe erschienen.

## Bände
- 1 Die Weltumsegelungsfahrten des Kapitäns James Cook. Ein Auszug aus seinen Tagebüchern. Edwin Hennig (Hrsg.)
- 2 Die Erschließung Japans. Erinnerungen des Admirals Perry von der Fahrt der amerikanischen Flotte 1853/54. Bearbeitet von Albrecht Wirth und Adolf Dirr.
- 3 Markham, Clements R.: Aus dem Lande der lebenden Buddhas (Tibet). Die Erzählungen von der Mission George Bogle’s nach Tibet und Thomas Manning’s Reise nach Lhasa (1774 und 1812).
- 5 Die Reise des Arabers Ibn Batuta durch Indien und China (14. Jahrhundert). Hans von Mžik (Hrsg.) Digitalisat